# Albert Weisgerber

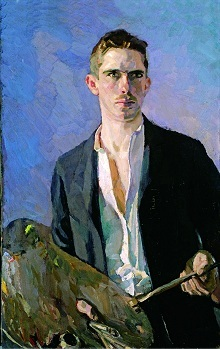
Weisgerber: zelfportret, 1908

Albert Weisgerber (St. Ingbert, 21 april 1878 - gesneuveld bij Fromelles, nabij Rijsel, 10 mei 1915) was een Duits kunstschilder en graficus. Hij werkte voornamelijk in een impressionistische stijl, later met duidelijk expressionistische elementen.

## Leven en werk
Weisgerber was de zoon van een lokale bakker en herbergier. Nadat hij een tijdje te Frankfurt am Main in de leer was geweest als decoratieschilder, bezocht hij tussen 1894 en 1897 de kunstnijverheidsschool in München. Van 1897 tot 1901 studeerde hij vervolgens aan de Münchense kunstacademie, onder Franz von Stuck. In die periode raakte hij bevriend met toonaangevende kunstenaars als Hans Purrmann, Paul Klee, Wassily Kandinsky, Max Slevogt, Karl Arnold en Gino von Finetti. In 1898 richtte hij samen met onder anderen Alfred Kubin het genootschap de Sturmfackel op. Zijn brood verdiende hij vooral als tekenaar bij het toonaangevende tijdsschrift 'Die Jugend'.
Het vroege werk van Weisgerber werd sterk geïnspireerd door het impressionisme. Tijdens een verblijf in Parijs tussen 1905 en 1907 raakte hij onder de indruk van het werk van Paul Cezanne. Ook kwam hij er in contact met de Matisse-kring rondom Hans Purrmann, waarna een eigen artistieke verwerking van het fauvisme volgde: hij verving het donkere, pasteuze verfgebruik door lichtere kleuren en een harmonische werkwijze, met groot opgezette contouren. In zijn latere periode zijn ook invloeden herkenbaar van het symbolisme en het expressionisme. Hij schilderde toen ook diverse werken met religieuze thema's, met zijn weergave van Absalom uit 1914 als bekendste voorbeeld.
Weisgerber huwde in 1907 met Margarete Pohl, die hij in de Münchense caféwereld had leren kennen, waar hij vaak verkeerde. Tussen 1906 en 1911 was hij erg succesvol, zowel met de verkoop van zijn werken als met grote exposities in München en Dresden. In 1913 richtte hij samen met onder anderen Alexej von Jawlensky, Paul Klee en Alexander Kanoldt de kunstenaarsvereniging Münchner Neue Secession op, waarvan hij de eerste president werd.
Bij het begin van de Eerste Wereldoorlog nam Weisgerber dienst in het Duitse leger. Hij sneuvelde als luitenant op 15 mei 1915 ten westen van Rijsel, net 37 jaar oud. Zijn lichaam werd later bijgezet op het Nordfriedhof te München.
Werk van Weisgerber is momenteel onder andere te zien in de Hamburger Kunsthalle, het Saarlandmuseum in Saarbrücken en Villa Stuck te München. Veel schilderijen zijn verder in het bezit van de 'Albert Weisgerber Stiftung', die ze vanaf 2012 opnieuw tentoon wil stellen in een nieuw Weisgerber-museum in St. Ingbert, nadat het eerder in 2007 de deuren moest sluiten. De stad St. Ingbert reikt ook jaarlijks een Albert-Weisgerber-Preis für Bildende Kunst uit.

## Galerij

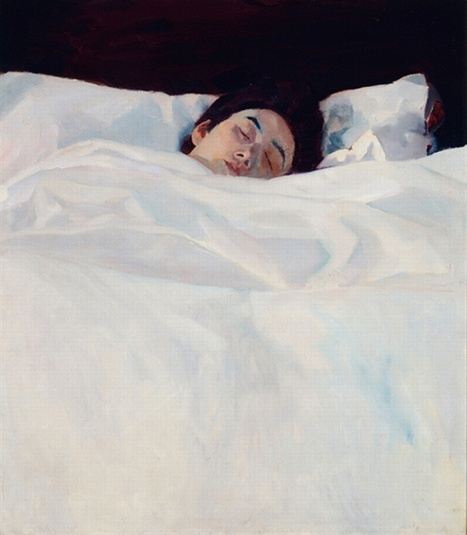
De slapende
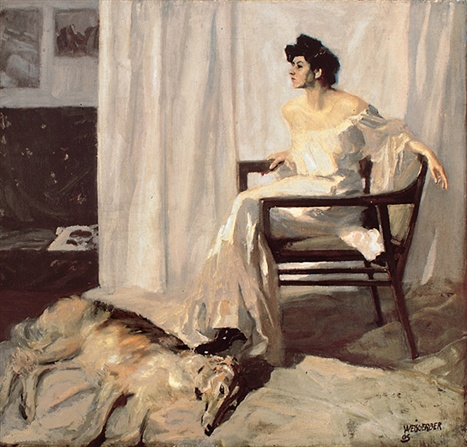
Dame met windhond
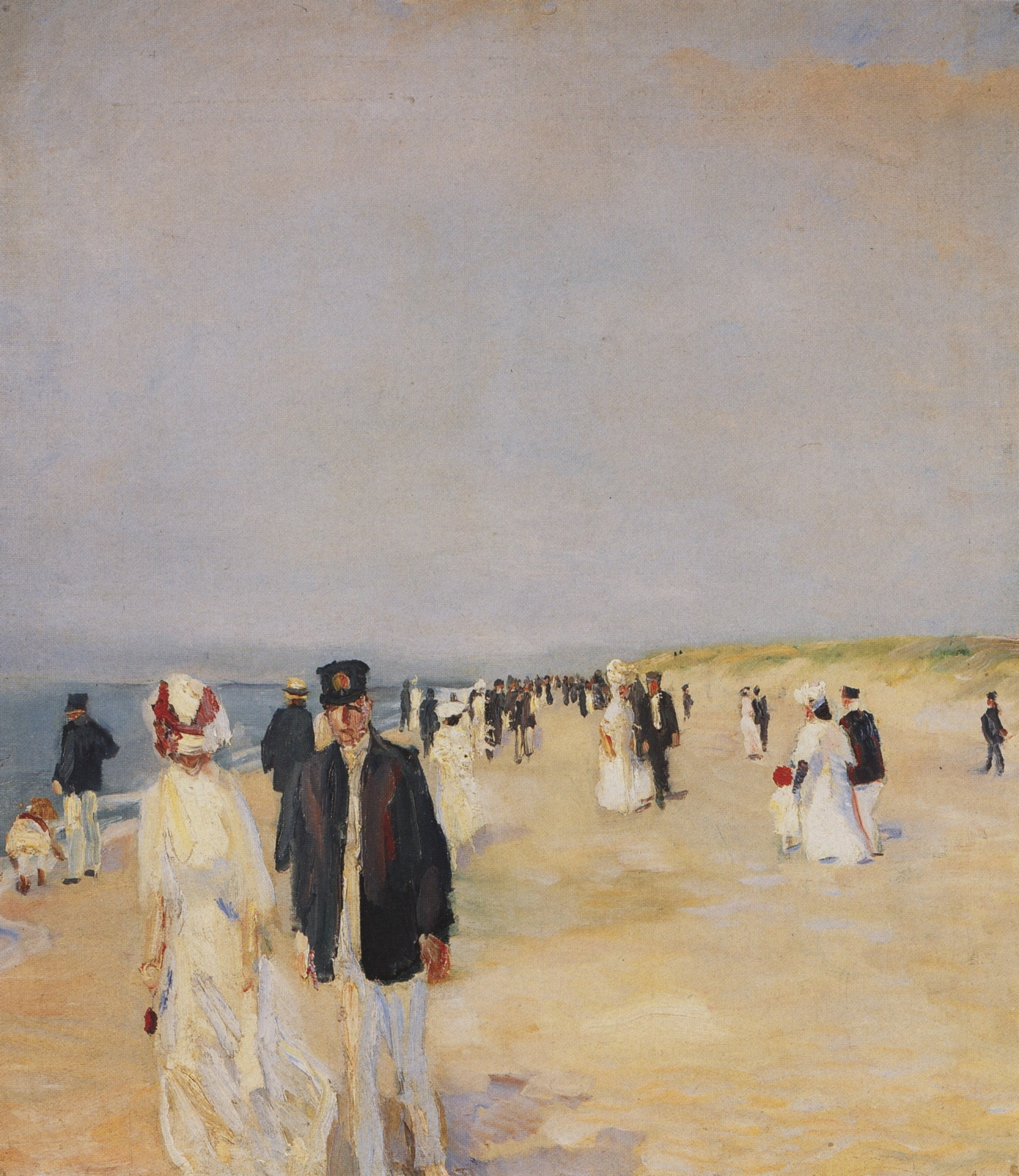
Strand van Norderney
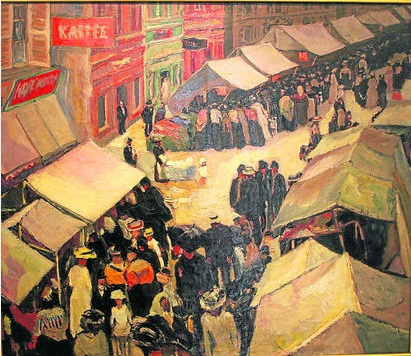
Jaarmarkt
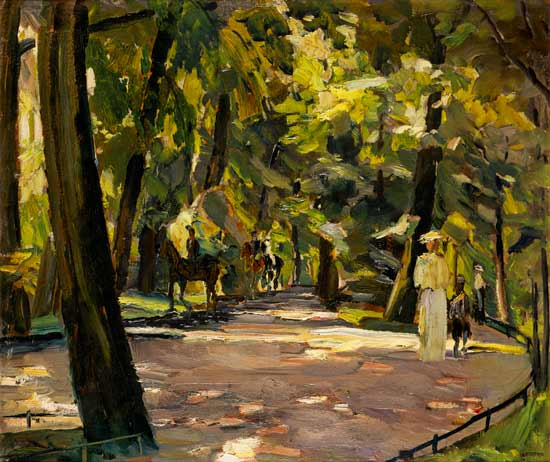
Ritje in de Engelse tuin, München
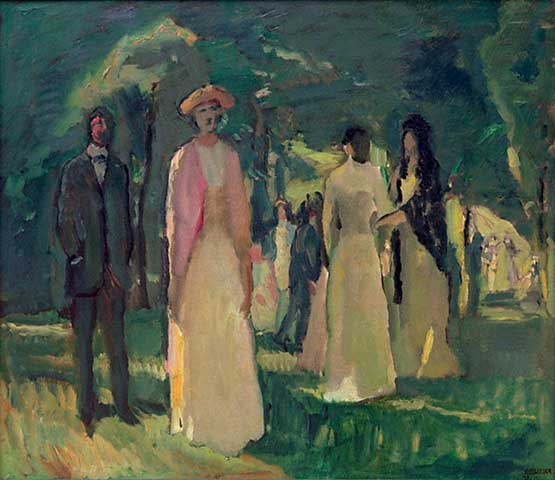
Tuinfeest
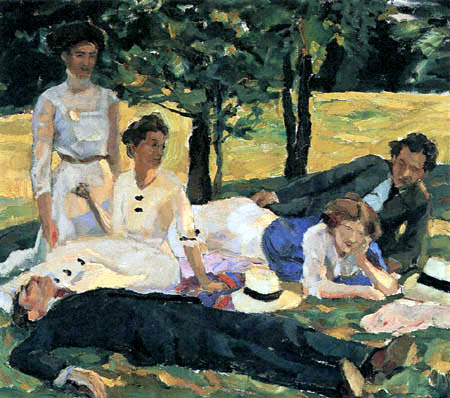
Picknick op een lentemiddag
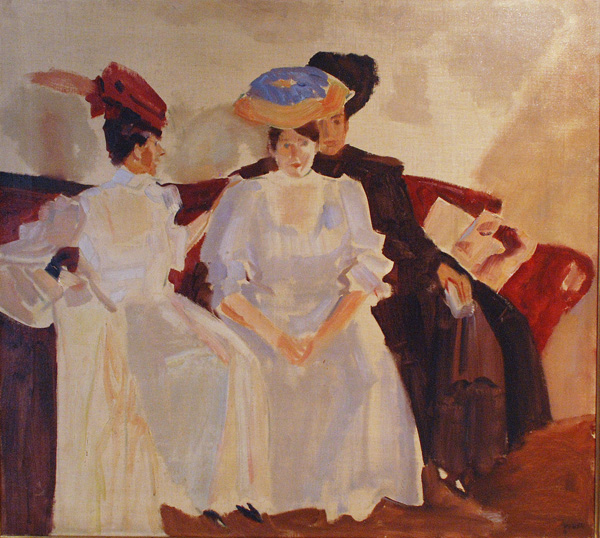
Drie dames op een sofa
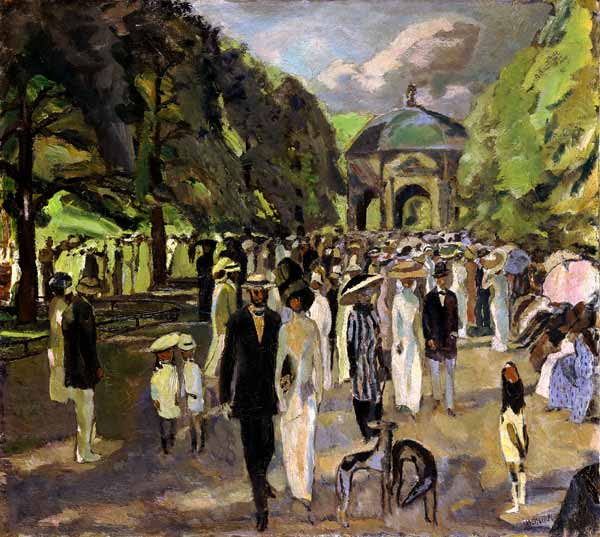
In de Münchense Hofgarten
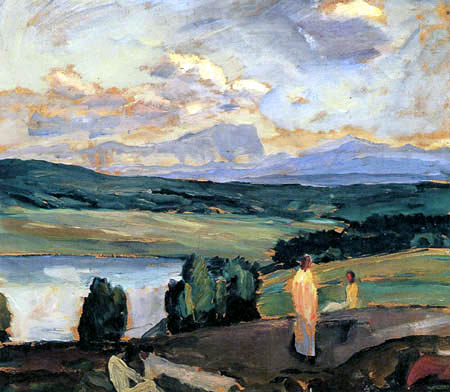
Berglandschap met meer